# Osmania University
Die Osmania University ist eine staatliche Universität in Hyderabad, Telangana in Indien. Die Universität wurde 1918 von Mir Osman Ali Khan, dem 7. Nizam von Hyderabad, gegründet und nach ihm benannt. Sie ist die drittälteste Universität in Südindien und die erste, die im ehemaligen Fürstenstaat Hyderabad gegründet wurde. Die Osmania University verfügt heute über verschiedene Standorte und mehrere mit ihr verbundene Colleges. 2021 hatte die Universität 12.584 Studenten, von denen drei Prozent internationale Studenten und 61 Prozent Frauen waren.

## Geschichte
Die Osmania-Universität wurde 1918 durch einen Erlass von Mir Osman Ali Khan, dem letzten Nizam von Hyderabad, ins Leben gerufen. Der Bedarf an einer Universität im Fürstenstaat Hyderabad bestand schon lange, und 1917 betonte Akbar Hydari in einem Memorandum an den Bildungsminister die Notwendigkeit, eine Universität mit Urdu als Unterrichtsmedium einzurichten.
Nach der Unabhängigkeit und der Eingliederung des Staates Hyderabad in Indien im Jahr 1948 fiel die Universität in den Zuständigkeitsbereich der Landesregierung. Englisch ersetzte Urdu als Unterrichtssprache, auch die Krone des Nizam wurde aus dem Universitätssiegel entfernt.

## Bekannte Absolventen
- P. V. Narasimha Rao (1921–2004), Politiker und Premierminister von Indien
- Rafi Ahmed (* 1948), Immunologe
- K. Chandrashekar Rao (* 1954), Politiker und Chief Minister von Telangana
- N. Kiran Kumar Reddy (* 1960), Politiker und Chief Minister von Andhra Pradesh
- Shantanu Narayen (* 1963), CEO von Adobe Inc.
- Y. S. Jaganmohan Reddy (* 1972), Politiker und Chief Minister von Andhra Pradesh
- Diana Hayden (* 1973), Model, Schauspielerin und Miss World 1997